# 1173 Anchises
1173 Anchises è un asteroide troiano di Giove del campo troiano dal diametro medio di circa 126,27 km. Scoperto nel 1930, presenta un'orbita caratterizzata da un semiasse maggiore pari a 5,3212114 UA e da un'eccentricità di 0,1374969, inclinata di 6,90992° rispetto all'eclittica.
L'asteroide è dedicato ad Anchise, il padre di Enea nella mitologia greca.